# أنجيلو شتيلر
أنجيلو شتيلر (بالألمانية: Angelo Stiller) (مواليد 4 أبريل 2001) هو لاعب كرة قدم ألماني يلعب في مركز خط الوسط في نادي شتوتغارت.

## روابط خارجية
- أنجيلو شتيلر على موقع الاتحاد الأوربي (الإنجليزية)
- أنجيلو شتيلر على موقع إي إس بي إن إف سي (الإنجليزية)
- أنجيلو شتيلر على موقع قاعدة بيانات كرة القدم.إي يو (الإنجليزية)
- أنجيلو شتيلر على موقع ليكيب (الفرنسية)
- أنجيلو شتيلر على موقع ناشيونال فوتبول تيمز (الإنجليزية)
- أنجيلو شتيلر على موقع Soccerbase.com (لاعب) (الإنجليزية)
- أنجيلو شتيلر على موقع Soccerway.com (الإنجليزية)
- أنجيلو شتيلر على موقع عالم كرة القدم.نت (الإنجليزية)
- أنجيلو شتيلر على موقع كووورة
- أنجيلو شتيلر على موقع AS.com (الإسبانية)